# Säule der Unbefleckten Empfängnis

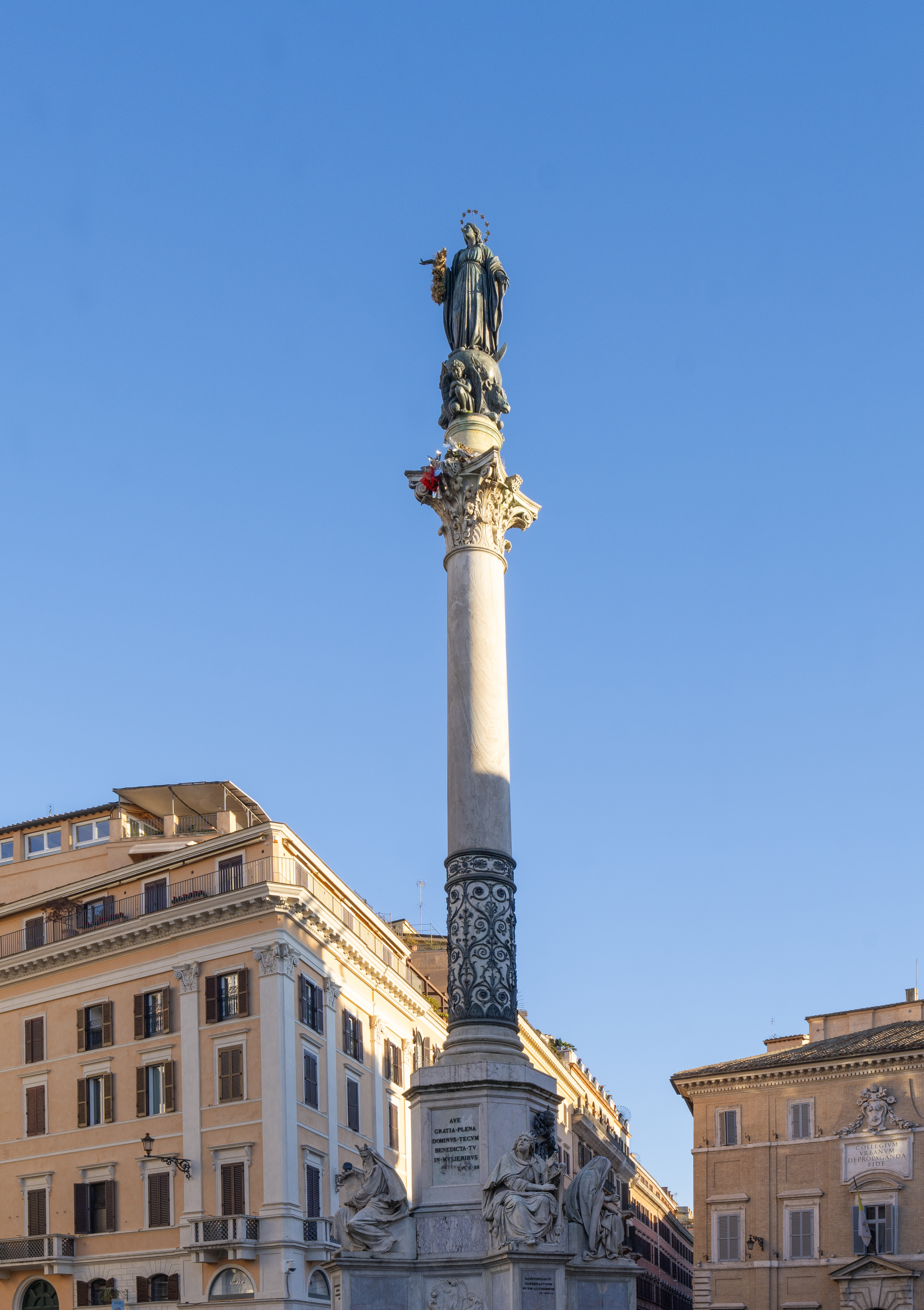
Säule der Unbefleckten Empfängnis, 2024

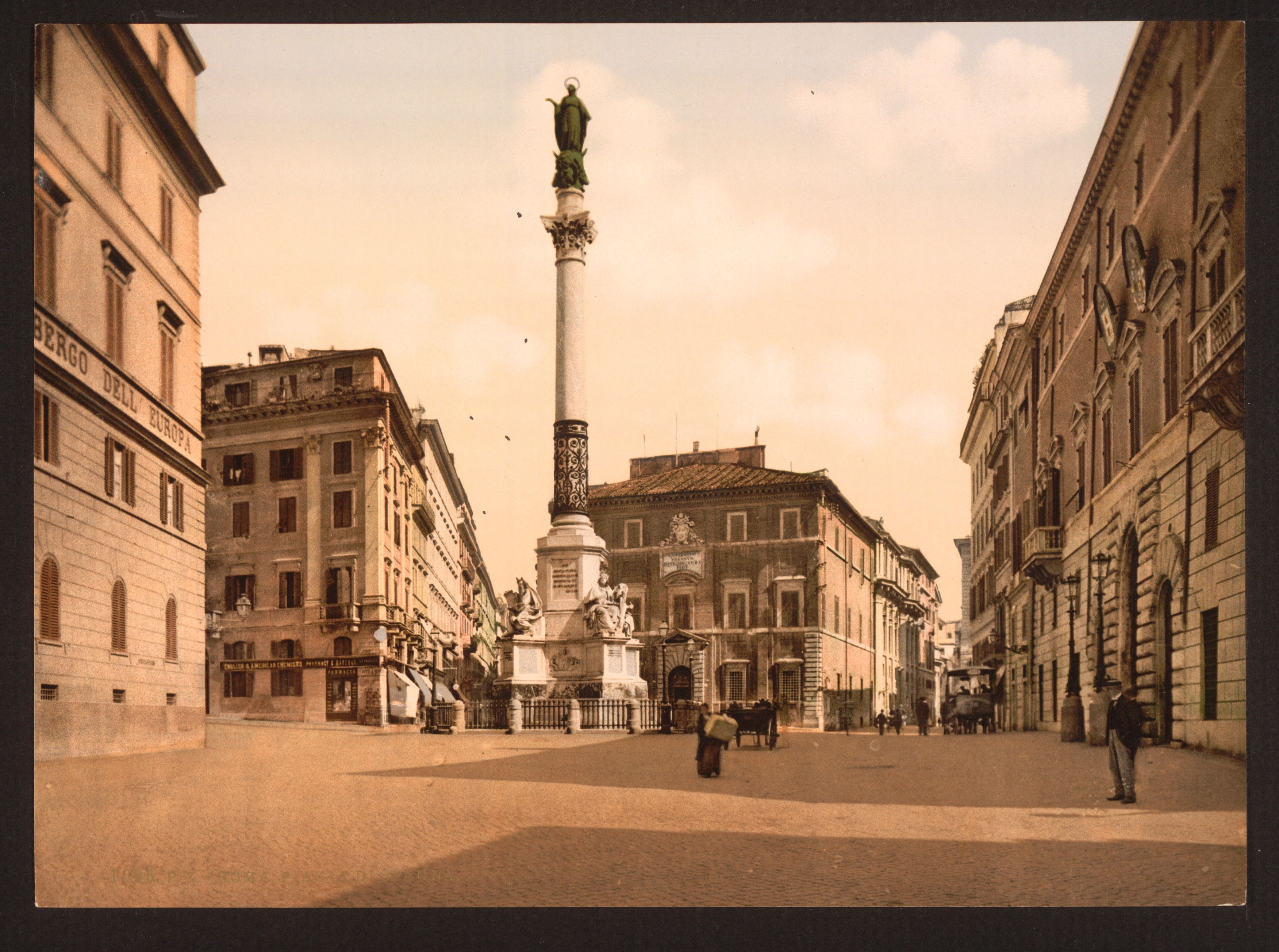
Säule zwischen 1890 und 1900

Die Säule der Unbefleckten Empfängnis (italienisch Colonna dell’Immacolata) ist eine Säule in der italienischen Hauptstadt Rom.

## Lage
Die Säule befindet sich im Zentrum Roms im Rione Campo Marzio am südlichen Ende der Piazza di Spagna an deren Öffnung zur Piazza Mignanelli.

## Architektur und Geschichte
Die antike korinthische Säule aus Cipollino-Marmor wurde im Jahr 1777, nach anderen Angaben 1778, beim Kloster Santa Maria Immacolata a Via Veneto auf dem Marsfeld gefunden. Der damals amtierende Papst Pius VI. erwog, die Säule auf der Piazza Montecitorio aufzustellen. Hierzu kam es jedoch nicht. Papst Pius IX. beschloss im Jahr 1856, die Säule für ein Denkmal der Unbefleckten Empfängnis zu nutzen, die er als Dogma am 8. Dezember 1854 verkündet hatte. Dementsprechend wurde die fast zwölf Meter hohe Säule aufgestellt und im September 1857 eingeweiht. Die Spitze der Säule wurde mit einer 1857 von Giuseppe Obici geschaffenen Marienfigur bekrönt. Maria ist ohne Kind dargestellt; ihren Kopf umkränzen zwölf Sterne, ihre Füße stehen auf der Mondsichel und auf der Erdkugel, die von den vier Evangelistensymbolen umgeben ist. Am Sockel der Säule befinden sich vier alttestamentliche Figuren mit zugehörigen Vulgatazitaten, die traditionell als marianische Weissagungen gedeutet wurden; die Statue des Königs David stammt von Adamo Tadolini, die des Propheten Ezechiel von Carlo Chelli. Dazwischen zeigen Reliefs Szenen aus dem Marienleben.
Seit Pius XII. im Jahr 1953 ehrt jeweils zum Fest der Unbefleckten Empfängnis am 8. Dezember der Papst die Marienstatue mit der Niederlegung von Blumen und einem Gebet, begleitet von den Mitgliedern der Päpstlichen Akademie der Unbefleckten Empfängnis. Zuvor wird die Marienstatue durch Feuerwehrleute mit Blumengirlanden geschmückt. Zur Zeremonie sind auch die Repräsentanten der Stadt Rom sowie etwa 100 Menschen mit Behinderung und ungefähr 120 Mitglieder einer Vereinigung für Krankenwallfahrten anwesend.

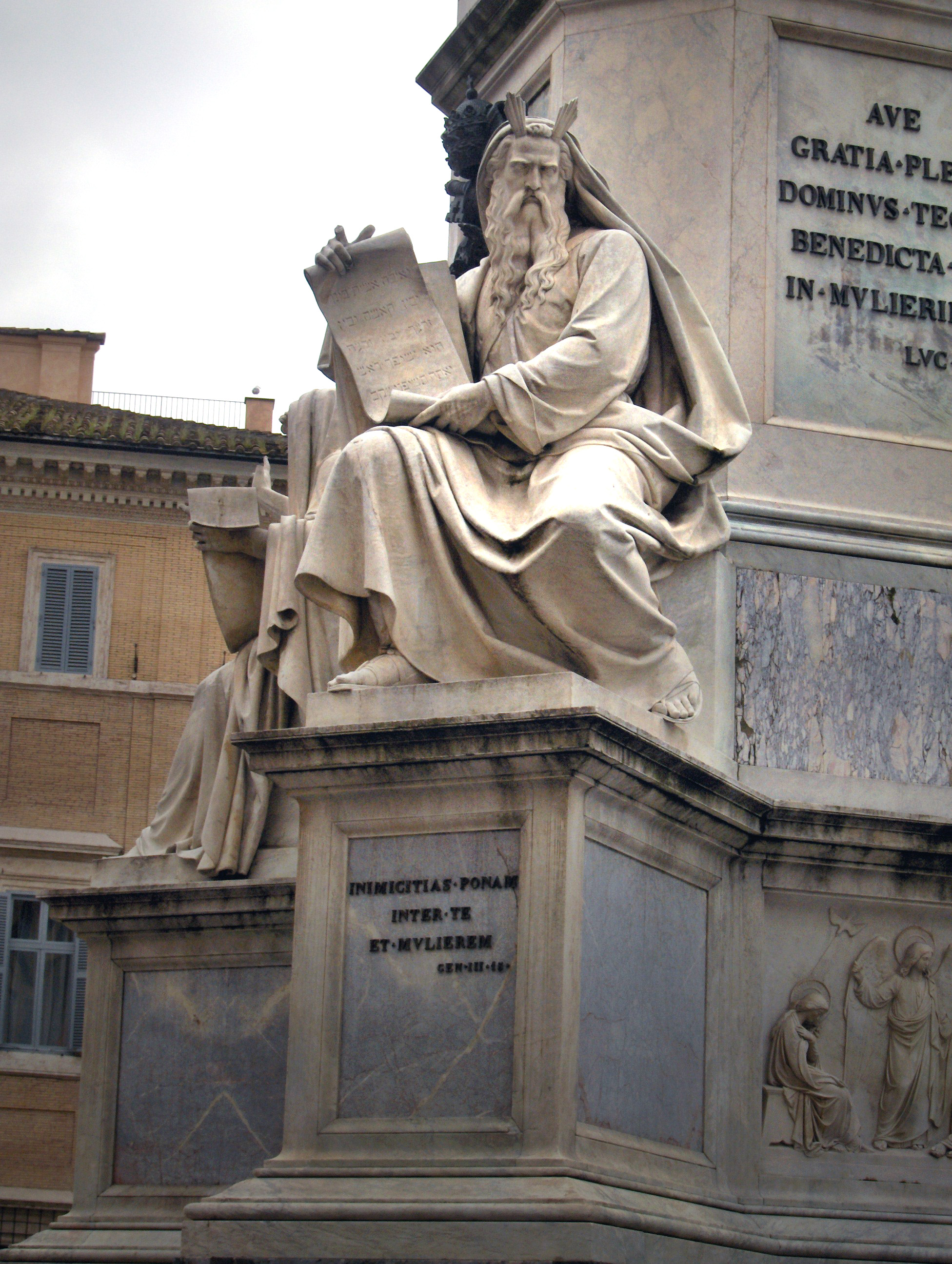
Sockelfigur Mose mit lateinischem Zitat INIMICITIAS PONAM INTER TE ET MVLIEREM (Gen 3,15 EU)
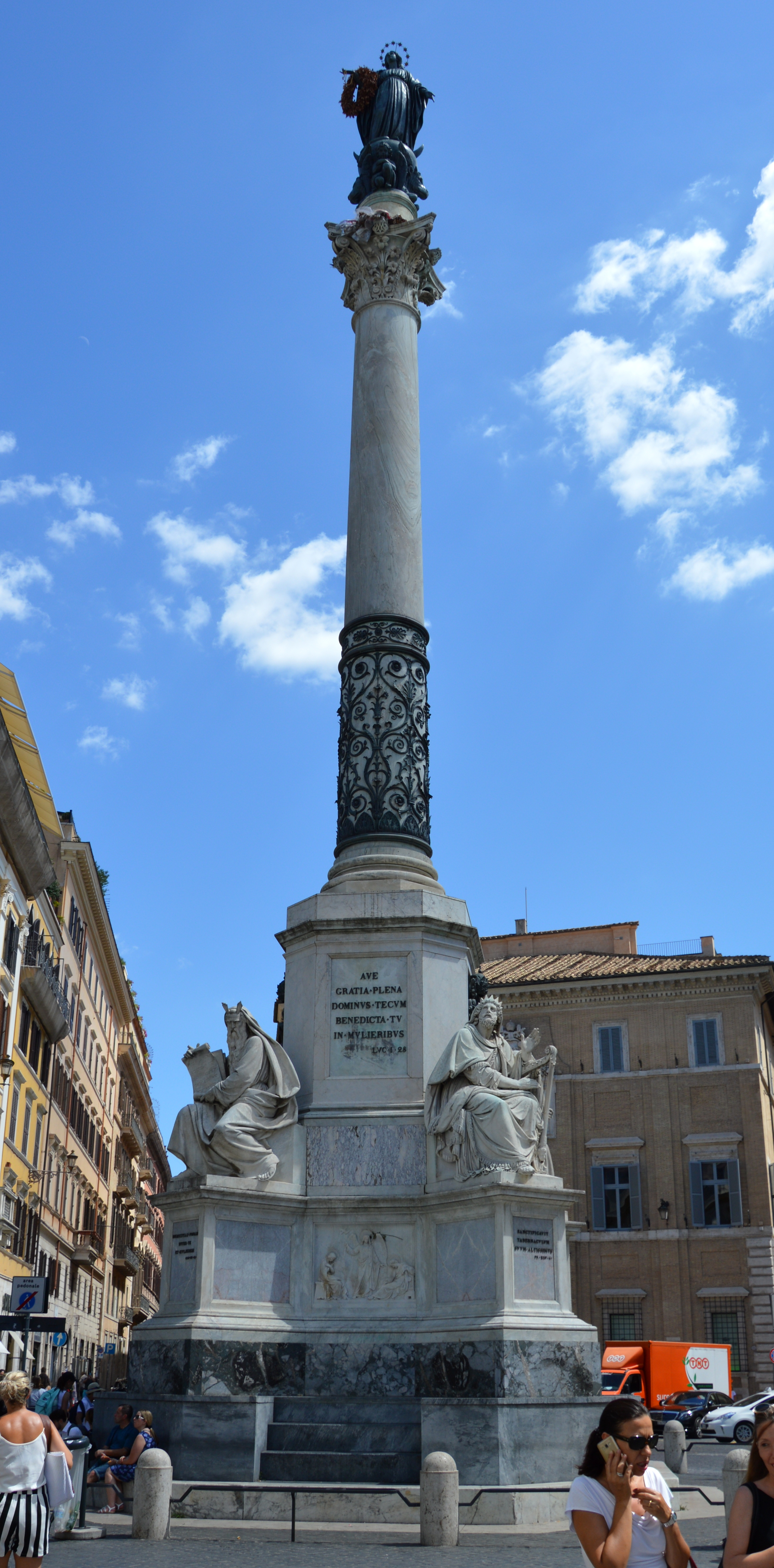
Sockelfigur David (rechts) mit lateinischem Zitat SANCTIFICAVIT TABERNACVLVM SVVM ALTISSIMVS (Ps 46,5 EU)
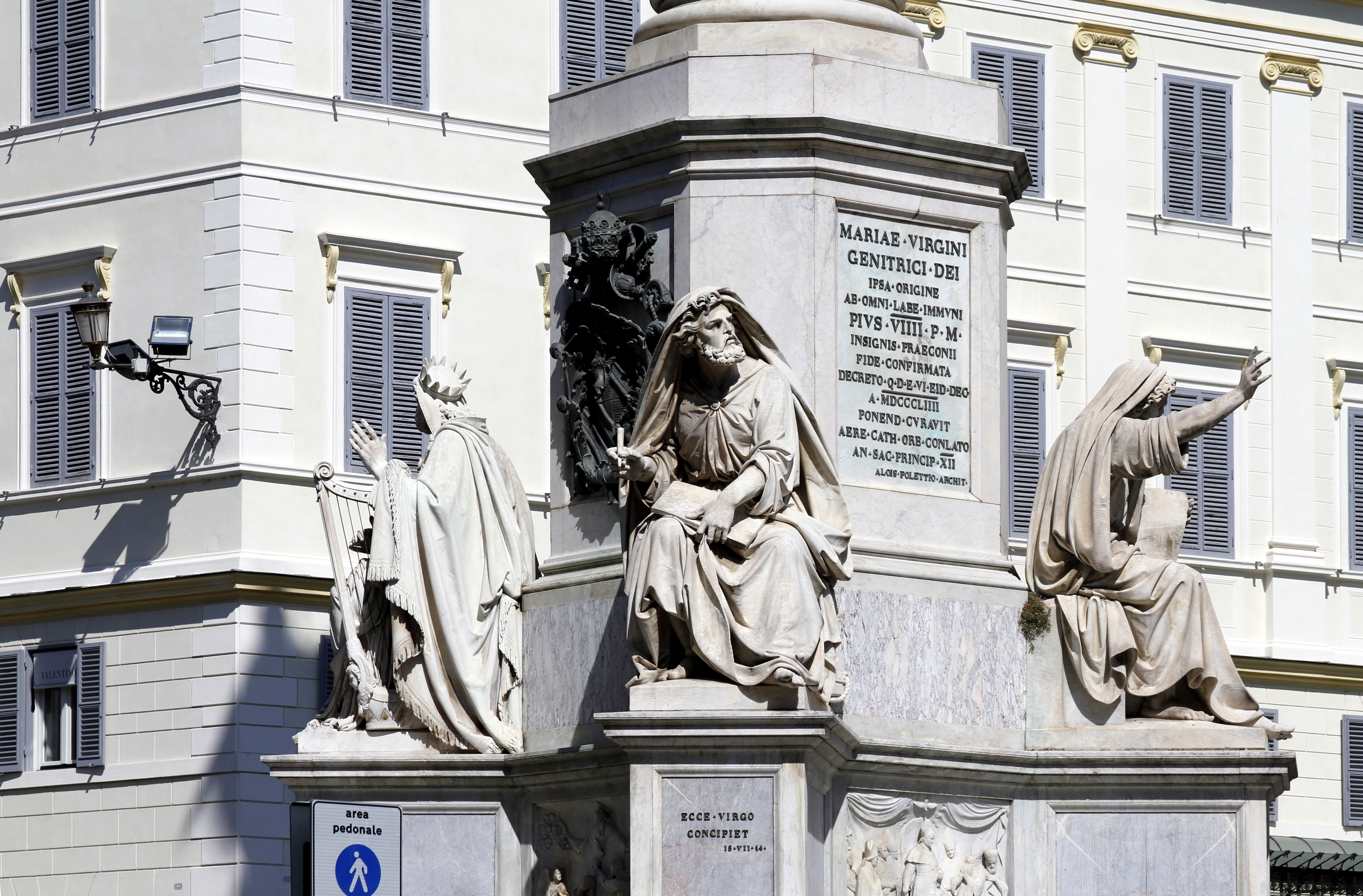
Sockelfigur Jesaja mit lateinischem Zitat ECCE VIRGO CONCIPIET (Jes 7,14 EU)
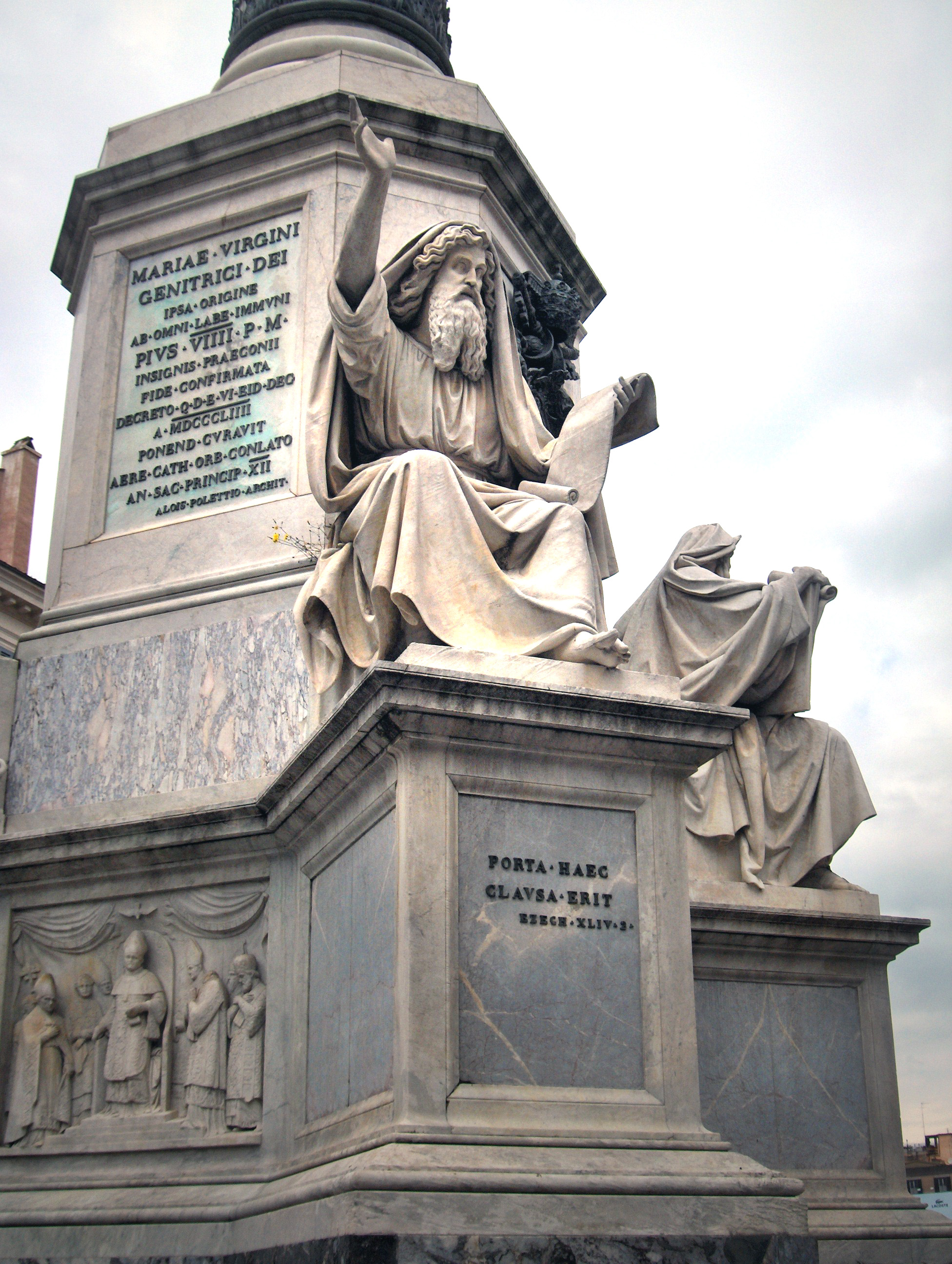
Sockelfigur Ezechiel mit lateinischem Zitat PORTA HAEC CLAVSA ERIT (Ez 44,2 EU)